# Luca Saltarello

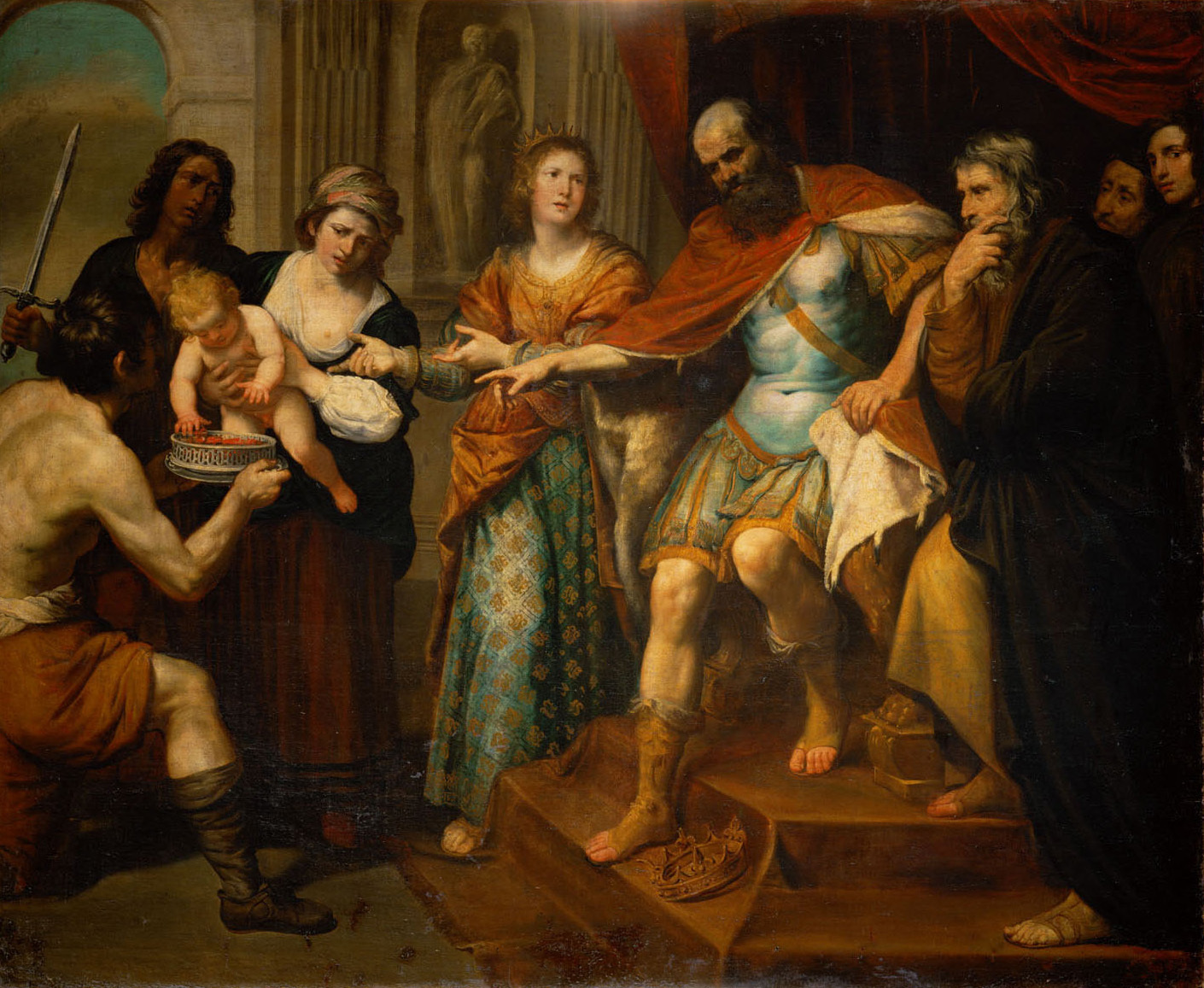
Le Supplice du jeune Moïse, musée d'histoire de l'art de Vienne.

Luca Saltarello, né à Gênes vers 1610 et mort à Rome vers 1645, est un peintre italien baroque connu pour ses compositions d'art sacré. Après un apprentissage à Gênes, il passe le reste de sa vie à Rome.

## Biographie
On connaît peu de choses de la vie de cet artiste né à Gênes vers 1610. Il suit l’enseignement de Domenico Fiasella. À partir du milieu des années 1630, il s’installe à Rome où il finit sa vie.
Sa mort précoce est généralement attribuée au surmenage lié à son activité.

## Son œuvre
Quelques œuvres seulement, dans le domaine religieux, sont attribuées à Luca Saltarello. Il est difficile de définir le domaine de son travail car une seule œuvre suffisamment documentée nous est parvenue ; il s’agit d’un retable représentant Saint Benoît réconfortant un ouvrier à terre, réalisé pour l’église Santo Stefano de Gênes en 1632. Plusieurs de ses œuvres ont été précédemment attribuées à son maître Fiasella, dont il est l’élève le plus célèbre.
Durant ses premières années d'atelier, Saltarello, suivant l’exemple de Fiasella avec lequel il travaille à la fin des années 1620 et au début de la décennie suivante, utilise des couches épaisses de peinture. À Gênes, Saltarello subit également l’influence de peintres flamands de passage ou installés définitivement dans la commune. On considère qu’Antoine van Dyck est l’un de ses inspirateurs. Sa peinture y gagne en délicatesse, se différenciant ainsi de celle de son maître Fiasella.
La fréquentation d’un autre maître flamand, Jan Wildens, qui réside à Gênes vers 1614, lui fait découvrir la peinture de paysages. Enfin, la palette chromatique de Saltarello doit beaucoup à des Flamands installés à Gênes, tels Jan Roos, les frères Cornelis et Lucas de Wael.

### Autres œuvres connues
- La Guérison de la cécité de Tobie, huile sur toile, 131 × 182,7 cm
- Cristo deposto, Accademia ligustica di belle arti, Gênes
- David recevant le bracelet et la couronne de Paul,
- Le Christ mort,